# Afrophyla vethi
Afrophyla vethi là một loài bướm đêm trong họ Geometridae.